# بوتنافین
بوتنافین (انگلیسی: Butenafine) بوتنافین که با نام‌های تجاری Lotrimin Ultra, Mentax، و Butop (هند) فروخته می‌شود، یک ضد قارچ بنزیل‌آمین مصنوعی است. از نظر ساختاری با ضدقارچ‌های آلی آمین مصنوعی مانند تربینافین مرتبط است.

## کاربرد پزشکی
بوتنافین برای درمان موضعی کچلی (پیتریازیس) ورسیکالر ناشی از مالاسزیا فورفور، و همچنین پای ورزشکار (تینه آ پدیس)، کرم حلقوی (تینه‌آ کورپوریس) و خارش جوک (تینه‌ا کروریس) به دلیل اپی‌درموفیتون فلوکوزوم، تریکوفیتون منتاگروفایتیس، تریکوفیتون روبروم و تریکوفیتون تونسورانس.
همچنین نسبت به تربینافین و نفتیفین در برابر کاندیدا آلبیکنس فعالیت بهتری نشان می‌دهد. بوتنافین حداقل غلظت مهاری پایینی را در برابر کریپتوکوک و آسپرژیلوس نشان می‌دهد.
شواهدی وجود دارد که نشان می‌دهد در برابر عفونت‌های درماتوفیت ناخن‌های پا موثر است، اما باید روزانه برای دوره‌های طولانی (دست کم یک سال) استفاده شود.

## استفاده معمولی
برای خامه ۱٪:
برای بزرگسالان و کودکان ۱۲ سال و بالاتر:
پیش از استفاده پوست آسیب دیده را با آب و صابون بشویید و کاملا خشک کنید.
یک بار در روز روی پوست آسیب دیده به مدت ۲ هفته یا طبق دستور پزشک استفاده شود.
پس از هر بار استفاده دست‌ها را بشویید.
کودکان زیر ۱۲ سال: از پزشک بپرسید.

### فرم‌های موجود
بوتنافین معمولاً به عنوان یک کرم موضعی ۱٪ در دسترس است.

## فارماکولوژی
مانند ضدقارچ‌های آلی آمین، بوتنافین با مهار سنتز ارگوسترول از طریق مهار اسکوالن اپوکسیداز، آنزیمی که مسئول ایجاد استرول های مورد نیاز در غشای سلولی قارچ است، عمل می‌کند. غشای سلولی بدون ارگوسترول نفوذپذیری خود را افزایش می‌دهد و به محتویات آنها اجازه می‌دهد تا به بیرون نشت کنند.  افزون بر این، مهار اسکوالن اپوکسیداز منجر به تجمع سمی اسکوالن می‌شود. این عمل مضاعف بوتنافین (افزایش نفوذپذیری غشاء و تجمع سمی اسکوالن) بوتنافین را قارچ‌کش می‌کند نه صرفاً قارچ کش.
بوتنافین علاوه بر ضد قارچ بودن، یک ضد التهاب نیز هست. از آنجا که عفونت قارچی پوست اغلب با التهاب قابل توجهی همراه است، این یک ویژگی مطلوب است. این واقعیت که بوتنافین دارای خواص ضد التهابی ذاتی است نیز مطلوب است زیرا نیازی به افزودن استروئیدهای کورتیکال (که توانایی مبارزه با عفونت را کاهش می دهد) برای کاهش التهاب نیست.

## شیمی
بوتنافین هیدروکلراید یک پودر کریستالی سفید بی‌بو است که آزادانه در متانول، اتانول و کلروفرم محلول است و کمی در آب محلول است.